# Moteur Iveco Vector
 (septembre 2024).
La mise en forme du texte ne suit pas les recommandations de Wikipédia : il faut le « wikifier ».
Les points d'amélioration suivants sont les cas les plus fréquents. Le détail des points à revoir est peut-être précisé sur la page de discussion.
- Les titres sont pré-formatés par le logiciel. Ils ne sont ni en capitales, ni en gras.
- Le texte ne doit pas être écrit en capitales (les noms de famille non plus), ni en gras, ni en italique, ni en « petit »…
- Le gras n'est utilisé que pour surligner le titre de l'article dans l'introduction, une seule fois.
- L'italique est rarement utilisé : mots en langue étrangère, titres d'œuvres, noms de bateaux, etc.
- Les citations ne sont pas en italique mais en corps de texte normal. Elles sont entourées par des guillemets français : « et ».
- Les listes à puces sont à éviter, des paragraphes rédigés étant largement préférés. Les tableaux sont à réserver à la présentation de données structurées (résultats, etc.).
- Les appels de note de bas de page (petits chiffres en exposant, introduits par l'outil «  Source ») sont à placer entre la fin de phrase et le point final[comme ça].
- Les liens internes (vers d'autres articles de Wikipédia) sont à choisir avec parcimonie. Créez des liens vers des articles approfondissant le sujet. Les termes génériques sans rapport avec le sujet sont à éviter, ainsi que les répétitions de liens vers un même terme.
- Les liens externes sont à placer uniquement dans une section « Liens externes », à la fin de l'article. Ces liens sont à choisir avec parcimonie suivant les règles définies. Si un lien sert de source à l'article, son insertion dans le texte est à faire par les notes de bas de page.
- La présentation des références doit suivre les conventions bibliographiques. Il est recommandé d'utiliser les modèles {{Ouvrage}}, {{Chapitre}}, {{Article}}, {{Lien web}} et/ou {{Bibliographie}}. Le mode d'édition visuel peut mettre en forme automatiquement les références.
- Insérer une infobox (cadre d'informations à droite) n'est pas obligatoire pour parachever la mise en page.

Pour une aide détaillée, merci de consulter Aide:Wikification.
Si vous pensez que ces points ont été résolus, vous pouvez retirer ce bandeau et améliorer la mise en forme d'un autre article.
Le moteur VECTOR est un moteur à combustion interne conçu et fabriqué par IVECO Motors - Fiat Industrial Powertrain Technologies depuis 1997. C'est une famille de 4 moteurs, fleurons du groupe Fiat, conçus pour offrir des hautes performances aux équipements et matériels qui en sont dotés pour travailler dans des conditions extrêmes avec de faibles coûts d'exploitation et une productivité maximale. Leur conception d'origine a été assurée par les bureaux d'études Fiat-IVECO Motors intégrés dans la filiale Fiat Powertrain Industrial.
Cette famille de moteurs remplace les précédentes gammes des moteurs Fiat séries 8000 qui ont équipé les engins lourds de travaux publics, matériels ferroviaires et navires et autres matériels fixes ou mobiles livrés sous la marque FIAT-AIFO.

## Historique
C'est en 1998 que le groupe industriel italien dévoile au grand public une nouvelle génération de gros moteurs diesel hautes performances, la nouvelle série baptisée IVECO CURSOR, des moteurs ayant tous une configuration six cylindres en ligne avec quatre soupapes en tête par cylindre. Pour la première fois au monde, un moteur de camion à injection directe common rail avec un turbocompresseur à géométrie variable. Le motoriste et constructeur italien FIAT connaissait parfaitement ce procédé technique qu'il a inauguré pour la première fois en 1991 sur une automobile avec la Fiat Croma.
Conscient des avantages que procure l'injection Common Rail, le motoriste italien va progressivement transformer toute sa gamme de moteurs : TECTOR/NEF, CURSOR et VECTOR.
La gamme des moteurs Vector diesel Common Rail Stage 4 est :
| Désignation | Type | Cylindrée (cm3) | Puissance kW (ch DIN) à tr/min | Couple Nm à tr/min |
| ----------- | ---- | --------------- | ------------------------------ | ------------------ |
| Vector 15   | V6   | 15 060          | 540 (735) à 2 100              | 2 800 à 1 200      |
| Vector 20   | V8   | 20 080          | 720 (980) à 2 100              | 3 700 à 1 200      |
| Vector 30   | V12  | 30 120          | 1 080 (1 470) à 2 100          | 5 600 à 1 200      |
| Vector 40   | V16  | 40 160          | 1 440 (1 960) à 2 100          | 7 400 à 1 200      |

Tous ces moteurs diesel pouvant également être alimentés au GNV sont destinés à équiper :
- les gros matériels agricoles,
- les gros engins de travaux publics,
- les navires de la marine marchande et de tourisme,
- les matériels ferroviaires, locomotives diesel, diesel-électriques, rames automotrices diesel,
- les postes fixes : pompes industrielles, générateurs d'énergie, etc.

### Nouveau IVECO V20
Lancé en 2017, le nouveau moteur V20 Stage V - Tier 4 Final, dérivé du VECTOR 20, a été développé  pour respecter les normes anti-pollution en vigueur dans les pays les plus restrictifs en la matière. Le moteur est un V8 turbocompressé à 90° avec refroidisseur d'air, 4 soupapes par cylindre (alésage 145 mm x course 152 mm), d'une cylindrée de 20 080 cm3 développant 910 ch (670 kW) à 2 100 tr/min avec un couple de 4 095 Nm à 1 500 tr/min, pesant 1 600 kg. Il bénéficie d'un processus de combustion performant avec une optimisation du poids, ce moteur assure une efficacité maximale au niveau des consommations. Les injecteurs ECR de nouvelle génération ont permis d'obtenir des valeurs maximales de puissance et de couple.
Le moteur IVECO V20 dispose d'un rapport poids/puissance de 0,6 ch/kg, soit 13% de plus par rapport aux meilleurs V12 du marché. Il n'a pas recours au système EGR et fonctionne avec une pression de 2200 bar dans le cylindre pour une combustion optimisée.
Ce moteur est destiné aux utilisations dans les motrices ferroviaires, les navires et toutes installations fixes de forte puissance. Il complète l'offre IVECO avec le gros Cursor C16, présenté au Salon SaMoTer de Vérone le 7 mai 2014, spécialement développé pour une utilisation industrielle. Il a été utilisé la première fois sur la plus grosse moissonneuse-batteuse au monde, un modèle créé par la filiale agricole du groupe FIAT, Case-New Holland. Ce moteur six cylindres en ligne comme toute la gamme Cursor, d'une cylindrée de 15 927 cm3, développe une puissance de 630 kW avec un couple de 3 500 Nm à 1 400 tr/min.
Le 11 septembre 2018, FPT Industrial a présenté le nouveau moteur marin, le Cursor C16 1000 au « Cannes Yachting Festival ». Il détient un record mondial. En mars 2018, il équipait le bateau qui a remporté le « Guiness World Record » de vitesse sur plan d'eau avec un moteur diesel à la vitesse de 277,5 km/h. Il fait suite au prix « Diesel of the Year » obtenu en 2014.
Le Cursor C16 1000 reprend l'architecture six cylindres en ligne de toute la gamme Cursor alimenté par le système d'injection Common Rail de dernière génération avec un pression de 2 200 bar, développant une puissance de 1 000 ch DIN à 2 300 tr/min, une valeur jamais atteinte précédemment par un moteur de cette cylindrée.

### Caractéristiques techniques
- Alésage × course : 141,0 × 170,0 mm,
- Puissance maxi : 1 000 ch DIN à 2 300 tr/min,
- Couple maxi : 3 500 Nm,
- Poids sec : 1 690 kg,
- Dimensions (L × l × h) : 1 465 × 1 136 × 1 160 mm.

## Utilisation
Les moteurs IVECO Vector, V20 et CURSOR C16 ont été largement utilisés dans le monde notamment pour des installations fixes et pour motoriser des matériels ferroviaires :
- 114 rames Alstom Coralia diesel sont équipées de 2 moteurs IVECO Vector 20 et/ou V20 chacune[2],
- 83 rames IC4 et 23 rames IC2 des chemins de fer danois sont équipées de 4 moteurs IVECO Vector 20 chacune[3].